# Mikhail Youzhny
Pour les articles homonymes, voir Ioujny.
Mikhaïl Mikhaïlovitch Ioujny – en russe : Михаил Михайлович Южный et en anglais : Mikhail Youzhny –, né le 25 juin 1982 à Moscou, est un joueur de tennis russe, professionnel de 1999 à 2018. Il est également titulaire d'un doctorat de philosophie.

## Carrière
Il a commencé à jouer au tennis à l'âge de six ans. Passé professionnel en 1999, il a remporté dix titres sur le circuit mondial. Il atteint par deux fois les demi-finales en tournoi du Grand Chelem. Après chaque victoire il se singularise avec son salut militaire, de la main gauche il pose le tamis de sa raquette sur la tête pour imiter le béret et fait un salut militaire avec la main droite. Il compte dix-sept défaites pour zéro victoire face à Roger Federer et quatre victoires pour huit défaites face à Rafael Nadal.
Il devient célèbre en décembre 2002 en remportant la Coupe Davis avec la Russie. En finale contre la France à Bercy (sur terre battue couverte), il remplace Ievgueni Kafelnikov dans le cinquième match décisif contre Paul-Henri Mathieu. Mené deux sets à zéro, il passe à deux points de la défaite dans le quatrième set avant de renverser la vapeur et de s'imposer en cinq sets pour offrir une première Coupe Davis à son pays. Jamais aucune nation n'avait remporté la finale en remontant d'un handicap de 2 sets à 0 dans la 5e manche. Il remporte la Coupe Davis une nouvelle fois en 2006 en tant que remplaçant.
En 2006, il a atteint les demi-finales de l'US Open, après avoir battu en quart de finale le no 2 mondial, Rafael Nadal.
Début 2008, après sa victoire en finale du tournoi de Chennai face à Rafael Nadal numéro deux mondial et son quart de finale perdu à Melbourne contre Jo-Wilfried Tsonga 5-7, 0-6, 66-7, il atteint son meilleur classement, numéro 8. Il fait ensuite parler de lui lorsqu'au cours d'un match face à Nicolás Almagro au Masters de Miami, il rate une balle de dé-break alors que l'Espagnol servait pour le gain du match, il se frappe soudain le front à trois reprises avec le tamis de sa raquette ce qui provoque un saignement sans conséquence, remportant finalement la rencontre après être passé à deux points de la défaite 7-64, 3-6, 7-66 (Vidéo).
En octobre 2009, il se hisse en finale du tournoi de Tōkyō et remporte celui de Moscou. Puis, en novembre, il atteint la quatrième finale de sa saison à Valence avec au passage une victoire sur Nikolay Davydenko. Il devient père le 4 décembre d'un garçon nommé Maxim.
Il est un des hommes forts de la saison 2010, à l'Open d'Australie il remonte un handicap de deux sets à zéro face à Richard Gasquet en sauvant deux balles de match dans le quatrième set. À Rotterdam, il bat le numéro deux mondial Novak Djokovic et atteint la finale. À Dubaï, il parvient également en finale. Il se hisse en quarts à Roland-Garros puis en demi-finales de Grand Chelem pour la deuxième fois après 2006, de nouveau à l'US Open, il perd contre Rafael Nadal. Il remporte les tournois de Munich et Kuala Lumpur. Il se classe pour la deuxième fois à son meilleur classement (2008) no 8. Le 24 février 2011, il annonce qu'il ne participera plus à la coupe Davis estimant qu'il doit laisser sa place aux jeunes.
En 2015, à Roland Garros, il abandonne au premier tour après s'être frappé, sans conséquence, onze fois la tête avec le tamis de sa raquette.
Fin 2015, il retombe hors du top 150. Il participe alors à des tournois Challenger. Il remporte celui d'Eckental en novembre et finit l'année à la 127e place.
En 2016, devant passer par les qualifications pour espérer jouer l'Open d'Australie, il préfère s'aligner dans les Challenger. Il remporte les deux tournois de Bangkok en janvier 2016 pour remonter dans le top 100. Le 24 janvier 2016, il remporte le 3e Challenger consécutif en 2016 à Manille, ce qui lui permet de revenir dans le top 70.
Youzhny prend sa retraite sportive à la suite du tournoi de Saint-Pétersbourg, en septembre 2018. En août 2019, il entame une collaboration avec le Canadien Denis Shapovalov, qu'il officialise pendant l'US Open. 

## Style de jeu
À l'aise sur toutes les surfaces, Mikhail Youzhny est un joueur très solide en fond de court. Son revers à une main, à la gestuelle très particulière et frappée très à plat, est d'une redoutable efficacité. Très expressif sur le court et exigeant envers lui-même, il fait parfois preuve de réactions vives et surprenantes, comme lorsqu'il se fracasse a plusieurs reprises son front avec sa raquette lors d'un échange perdu au cours d'un tournoi. Ce qui lui vaudra une hémorragie et l'obligation par l'arbitre de s'essuyer le front auquel il répondra par la négative disant qu'il souhaite jouer.

## Parcours dans les tournois duGrand Chelem

### En simple
| Année | Open d'Australie | Open d'Australie | Internationaux de France | Internationaux de France | Wimbledon       | Wimbledon        | US Open         | US Open          |
| ----- | ---------------- | ---------------- | ------------------------ | ------------------------ | --------------- | ---------------- | --------------- | ---------------- |
| 2001  | 3e tour (1/16)   | Andrew Ilie      | 1er tour (1/64)          | Jacobo Díaz              | 1/8 de finale   | Patrick Rafter   | 3e tour (1/16)  | Pete Sampras     |
| 2002  | 3e tour (1/16)   | Marat Safin      | 1er tour (1/64)          | Jiří Novák               | 1/8 de finale   | Lleyton Hewitt   | —               | —                |
| 2003  | 1/8 de finale    | Andy Roddick     | 2e tour (1/32)           | Attila Savolt            | 2e tour (1/32)  | Feliciano López  | 1er tour (1/64) | Antony Dupuis    |
| 2004  | 1er tour (1/64)  | S. Grosjean      | 3e tour (1/16)           | Nicolas Escudé           | 1er tour (1/64) | Goran Ivanišević | 3e tour (1/16)  | Tomáš Berdych    |
| 2005  | 2e tour (1/32)   | Rafael Nadal     | 2e tour (1/32)           | Jürgen Melzer            | 1/8 de finale   | F. González      | 3e tour (1/16)  | Xavier Malisse   |
| 2006  | 1er tour (1/64)  | Xavier Malisse   | 2e tour (1/32)           | Carlos Moyà              | 3e tour (1/16)  | Novak Djokovic   | 1/2 finale      | Andy Roddick     |
| 2007  | 3e tour (1/16)   | Roger Federer    | 1/8 de finale            | Roger Federer            | 1/8 de finale   | Rafael Nadal     | 2e tour (1/32)  | P. Kohlschreiber |
| 2008  | 1/4 de finale    | J.-W. Tsonga     | 3e tour (1/16)           | F. Verdasco              | 1/8 de finale   | Rafael Nadal     | —               | —                |
| 2009  | 1er tour (1/64)  | Stefan Koubek    | 2e tour (1/32)           | Victor Hănescu           | 1er tour (1/64) | J. C. Ferrero    | 2e tour (1/32)  | M. Chiudinelli   |
| 2010  | 3e tour (1/16)   | Forfait          | 1/4 de finale            | Tomáš Berdych            | 2e tour (1/32)  | P.-H. Mathieu    | 1/2 finale      | Rafael Nadal     |
| 2011  | 3e tour (1/16)   | Milos Raonic     | 3e tour (1/16)           | Albert Montañés          | 1/8 de finale   | Roger Federer    | 1er tour (1/64) | Ernests Gulbis   |
| 2012  | 1er tour (1/64)  | Andrey Golubev   | 3e tour (1/16)           | David Ferrer             | 1/4 de finale   | Roger Federer    | 1er tour (1/64) | Gilles Müller    |
| 2013  | 2e tour (1/32)   | Evgeny Donskoy   | 1/8 de finale            | Tommy Haas               | 1/8 de finale   | Andy Murray      | 1/4 de finale   | Novak Djokovic   |
| 2014  | 2e tour (1/32)   | Florian Mayer    | 2e tour (1/32)           | Radek Štěpánek           | 2e tour (1/32)  | Jimmy Wang       | 1er tour (1/64) | Nick Kyrgios     |
| 2015  | 1er tour (1/64)  | Rafael Nadal     | 1er tour (1/64)          | Damir Džumhur            | 1er tour (1/64) | Benoît Paire     | 2e tour (1/32)  | John Isner       |
| 2016  | —                | —                | 1er tour (1/64)          | Ivan Dodig               | 2e tour (1/32)  | Alexander Zverev | 3e tour (1/16)  | Novak Djokovic   |
| 2017  | 1er tour (1/64)  | Márcos Baghdatís | 1er tour (1/64)          | R. Dutra Silva           | 2e tour (1/32)  | Milos Raonic     | 2e tour (1/32)  | Roger Federer    |
| 2018  | 1er tour (1/64)  | Pablo Cuevas     | 1er tour (1/64)          | Malek Jaziri             | 1er tour (1/64) | Ivo Karlović     | 1er tour (1/64) | Márcos Baghdatís |

N.B. : à droite du résultat se trouve le nom de l'ultime adversaire.

### En double
| Année | Open d'Australie              | Open d'Australie            | Internationaux de France      | Internationaux de France   | Wimbledon                     | Wimbledon            | US Open                      | US Open                   |
| ----- | ----------------------------- | --------------------------- | ----------------------------- | -------------------------- | ----------------------------- | -------------------- | ---------------------------- | ------------------------- |
| 2002  | 1er tour (1/32) R. Schüttler  | Todd Perry D. Petrovic      | —                             | —                          | —                             | —                    | —                            | —                         |
| 2003  | 1er tour (1/32) S. Prieto     | Bob Bryan Mike Bryan        | —                             | —                          | —                             | —                    | 1er tour (1/32) T. Behrend   | J. Eagle Jared Palmer     |
| 2004  | 1er tour (1/32) Harel Levy    | J. Benneteau Arnaud Clément | 1er tour (1/32) T. Martin     | X. Malisse Olivier Rochus  | 1er tour (1/32) S. Sargsian   | S. Huss R. Lindstedt | 2e tour (1/16) R. Schüttler  | M. Bhupathi Max Mirnyi    |
| 2005  | 1er tour (1/32) R. Schüttler  | R. Karanušić Uros Vico      | 2e tour (1/16) R. Schüttler   | Bob Bryan Mike Bryan       | —                             | —                    | 1/8 de finale L. Burgsmüller | P. Goldstein Jim Thomas   |
| 2006  | —                             | —                           | 1/8 de finale J. Tipsarević   | J. Benneteau N. Mahut      | 1er tour (1/32) J. Tipsarević | M. Damm L. Paes      | 1/4 de finale L. Friedl      | M. Damm L. Paes           |
| 2007  | 1er tour (1/32) E. Korolev    | C. Ball Adam Feeney         | —                             | —                          | —                             | —                    | —                            | —                         |
| 2008  | 1er tour (1/32) M. Zverev     | M. Bhupathi Mark Knowles    | —                             | —                          | —                             | —                    | —                            | —                         |
| 2009  | 1er tour (1/32) M. Zverev     | M. Bhupathi Mark Knowles    | —                             | —                          | —                             | —                    | —                            | —                         |
| 2010  | 1er tour (1/32) W. Moodie     | L. Arnold Ker Horia Tecău   | 2e tour (1/16) S. Stakhovsky  | F. Čermák M. Mertiňák      | —                             | —                    | 1/8 de finale S. Stakhovsky  | S. Aspelin Paul Hanley    |
| 2011  | 2e tour (1/16) S. Stakhovsky  | David Marrero Rubén Ramírez | 2e tour (1/16) S. Stakhovsky  | T. Gabashvili M. Kukushkin | —                             | —                    | 1/8 de finale S. Stakhovsky  | J. Melzer P. Petzschner   |
| 2012  | 1er tour (1/32) S. Stakhovsky | J. S. Cabal Robert Farah    | 1er tour (1/32) S. Stakhovsky | Bob Bryan Mike Bryan       | —                             | —                    | 2e tour (1/16) Ł. Kubot      | M. Granollers Marc López  |
| 2013  | 1/8 de finale S. Stakhovsky   | D. Bracciali Lukáš Dlouhý   | 1er tour (1/32) S. Stakhovsky | R. Lindstedt Daniel Nestor | —                             | —                    | 1/8 de finale S. Stakhovsky  | Ivan Dodig Marcelo Melo   |
| 2014  | 1/4 de finale Max Mirnyi      | Łukasz Kubot R. Lindstedt   | 1er tour (1/32) Max Mirnyi    | A. Falla M. Matosevic      | 1er tour (1/32) Max Mirnyi    | A. Peya Bruno Soares | 1er tour (1/32) Max Mirnyi   | Bob Bryan Mike Bryan      |
| 2015  | 1er tour (1/32) V. Troicki    | A. Peya Bruno Soares        | 2e tour (1/16) Robin Haase    | Radu Albot Lukáš Rosol     | 1er tour (1/32) R. Štěpánek   | T. Bellucci G. Durán | —                            | —                         |
| 2016  | —                             | —                           | 1er tour (1/32) J. Tipsarević | Raven Klaasen Rajeev Ram   | 1er tour (1/32) M. Baghdatís  | S. Robert Dudi Sela  | 1er tour (1/32) A. Kuznetsov | A. Molteni D. Schwartzman |
| 2017  | 1er tour (1/32) P. Petzschner | J.-J. Rojer Horia Tecău     | 1er tour (1/32) Max Mirnyi    | Quentin Halys A. Mannarino | —                             | —                    | 1er tour (1/32) M. Zverev    | C. Eubanks C. Harrison    |

N.B. : le nom du ou de la partenaire se trouve sous le résultat ; le nom des ultimes adversaires se trouve à droite.

## Parcours dans lesMasters 1000
| Année | Indian Wells            | Miami                       | Monte-Carlo             | Rome                    | Hambourg puis Madrid      | Canada                     | Cincinnati               | Stuttgart puis Madrid puis Shanghai | Paris                     |
| ----- | ----------------------- | --------------------------- | ----------------------- | ----------------------- | ------------------------- | -------------------------- | ------------------------ | ----------------------------------- | ------------------------- |
| 2001  | —                       | —                           | 1/8 de finale A. Martín | —                       | —                         | —                          | —                        | —                                   | —                         |
| 2002  | —                       | —                           | —                       | —                       | 1er tour Carlos Moyà      | —                          | —                        | 1/8 de finale S. Grosjean           | —                         |
| 2003  | 1er tour M. Zabaleta    | 2e tour R. Štěpánek         | 1er tour V. Spadea      | 1er tour V. Hănescu     | 1/8 de finale G. Coria    | 1er tour R. Schüttler      | 1/8 de finale G. Coria   | 1er tour D. Ferrer                  | 1er tour F. López         |
| 2004  | 1/8 de finale A. Agassi | 1er tour Taylor Dent        | —                       | 1er tour Luis Horna     | 1/4 de finale I. Ljubičić | 2e tour C. Saulnier        | 2e tour F. Santoro       | 1er tour Taylor Dent                | 1/4 de finale R. Štěpánek |
| 2005  | 2e tour T. Enqvist      | 2e tour Lee H-t.            | —                       | 1er tour R. Nadal       | 2e tour G. Coria          | 1er tour R. Gasquet        | 1/4 de finale A. Roddick | 1er tour J. Acasuso                 | —                         |
| 2006  | 1er tour Kevin Kim      | 1er tour G. Rusedski        | 1er tour G. Coria       | 2e tour F. González     | 1er tour G. García        | 2e tour T. Berdych         | 2e tour I. Ljubičić      | —                                   | —                         |
| 2007  | 2e tour J. Acasuso      | 3e tour J. M. del Potro     | 2e tour Lee H-t.        | 1/8 de finale R. Nadal  | 1er tour F. Mayer         | 1/8 de finale N. Davydenko | 2e tour Sam Querrey      | 2e tour N. Kiefer                   | 1/4 de finale R. Nadal    |
| 2008  | 3e tour L. Hewitt       | 1/8 de finale J. Tipsarević | 2e tour I. Andreev      | —                       | 1er tour F. Verdasco      | 2e tour N. Kiefer          | 1er tour Tommy Haas      | 1er tour J. Nieminen                | 1er tour Kohlschreiber    |
| 2009  | 1er tour V. Troicki     | 2e tour T. Berdych          | —                       | 2e tour S. Wawrinka     | —                         | 1/8 de finale N. Djokovic  | 2e tour G. García        | —                                   | —                         |
| 2010  | —                       | 1/4 de finale R. Söderling  | 2e tour D. Nalbandian   | 1er tour L. Hewitt      | 2e tour E. Gulbis         | 2e tour A. Dolgopolov      | 1er tour R. Gasquet      | 2e tour F. Mayer                    | 2e tour E. Gulbis         |
| 2011  | —                       | 3e tour O. Rochus           | 1er tour F. Mayer       | 1er tour Kohlschreiber  | 1er tour J. M. del Potro  | 1er tour M. Llodra         | 1er tour M. Llodra       | 1er tour J. C. Ferrero              | 1er tour Kohlschreiber    |
| 2012  | —                       | —                           | 1er tour F. Gil         | 2e tour J. M. del Potro | 2e tour J. M. del Potro   | 2e tour J. Tipsarević      | 1er tour L. Hewitt       | 1er tour V. Troicki                 | 1er tour M. Granollers    |
| 2013  | 2e tour L. Mayer        | 3e tour R. Gasquet          | 2e tour N. Djokovic     | 2e tour G. Simon        | 1/8 de finale R. Nadal    | 2e tour M. Raonic          | 2e tour A. Murray        | 1er tour P. Andújar                 | 1er tour K. Anderson      |
| 2014  | —                       | —                           | 1er tour A. Seppi       | 1/8 de finale R. Nadal  | 2e tour F. López          | 1er tour F. Fognini        | 1/8 de finale D. Ferrer  | 1/4 de finale F. López              | 1er tour S. Giraldo       |
| 2015  | 1er tour V. Hănescu     | 2e tour K. Nishikori        | 1er tour F. Mayer       | —                       | —                         | 1/8 de finale R. Nadal     | —                        | —                                   | —                         |
| 2016  | 2e tour Forfait         | 2e tour B. Paire            | —                       | —                       | —                         | 2e tour S. Wawrinka        | 2e tour K. Nishikori     | 1er tour N. Almagro                 | —                         |
| 2017  | 2e tour G. Dimitrov     | 1er tour M. Kukushkin       | —                       | —                       | —                         | 1er tour Borna Ćorić       | 1er tour A. Ramos        | —                                   | —                         |
| 2018  | 1er tour João Sousa     | 3e tour John Isner          | —                       | —                       | —                         | 2e tour Robin Haase        | —                        | —                                   | —                         |

N.B. : sous le résultat se trouve le nom de l’ultime adversaire.

## Classements ATP en fin de saison
| Année          | 2000 | 2001 | 2002 | 2003 | 2004 | 2005 | 2006 | 2007 | 2008 | 2009 | 2010 | 2011 | 2012 | 2013 | 2014 | 2015 | 2016 | 2017 |
| Rang en simple | 113  | 58   | 32   | 43   | 16   | 44   | 24   | 19   | 33   | 19   | 10   | 35   | 25   | 15   | 48   | 127  | 57   | 84   |
| Rang en double | 231  | 295  | 224  | 170  | 120  | 47   | 69   | 94   | 65   | 123  | 69   | 60   | 119  | 74   | 72   | 378  | -    | 822  |

Source : (en) Classements de Mikhail Youzhny sur le site officiel de la Fédération internationale de tennis